# Dylan Hunt
Dylan Hunt é o nome de dois personagens fictícios criados para a televisão por Gene Roddenberry.
Ambos os personagens são homens que, sem querer avançar no tempo por centenas de anos, encontrando-se preso em uma pós-apocalíptica "Idade das Trevas". Cada quer começar ou junta-se a uma cruzada por uma pequena força de exploradores / aventureiros para restaurar a civilização.

## Histórico
Em 1973 foi lançado o filme para televisão Genesis II , que introduziu o personagem e foi concebido como um piloto para uma potencial série, Hunt foi interpretado por Alex Cord. Hunt era um cientista da NASA que ficou preso em animação suspensa em 1979, apenas para despertar 154 anos mais tarde. CBS, canal que exibiu  Genesis II , rejeitou a série proposta de Roddenberry em favor da curta série  Planeta dos Macacos , que também envolve viagens no tempo e uma sociedade pós-apocalíptica.
Como Genesis II não foi aprovado pela CBS, Roddenberry apresentou a mesma ideia a ABC. Em 1974, foi ao ar pela ABC  Planet Earth , um segundo piloto reformulado e exibido como um filme de TV. Desta vez, o personagem interpretado por Hunt foi John Saxon.
Em 1975, Saxon estrelou um terceiro projeto intitulado  Strange New World , novamente foi ao ar na ABC. Embora esta produção seja vagamente baseada na premissa de Roddenberry, o próprio Roddenberry optou por não participar. O personagem de Saxon foi chamado de Capitão Anthony Vico, mas o filme compartilhavam a mesma "premissa de viagens no tempo e mundo pós-apocalípitico de  Genesis II  e  Planet Earth .
Na sequência deste trio de produções, o conceito de Dylan Hunt foi reavivado pela viúva de Roddenberry,  Majel Barrett Roddenberry, desta vez com grande sucesso, na série  Andromeda, estrelada por Kevin Sorbo.
Dylan Hunt é um oficial da Guarda de Honra da Commonwealth, nascido emVisharna-Tarn, uma cidade do planeta capital da Commonwealth ( Tarn-Vedra).